# Gino Rossetti
Gino Rossetti (La Spezia, 7 de novembro de 1904 - 16 de maio de 1992) foi um futebolista e treinador de futebol italiano.

## Carreira
Conquistou a medalha de bronze 1928, com a Seleção Italiana de Futebol.